# Meghillat Taanit
La Meghillat Taanit (ebraico: מגילת תענית) è una cronaca che enumera 35 giorni festivi durante i quali la nazione israelita ha svolto azioni gloriose o è stata testimone di eventi gioiosi: tali giorni venivano celebrati come festività. Il lutto pubblico era proibito in 14 di questi giorni e si doveva digiunare in tutti e 35. Nella maggioranza delle edizioni questa cronaca si compone di due parti che sono distinte sia per la lingua usata sia per la forma, cioè:
1. il testo o la Meghillat Ta'anit stessa, scritta in Aramaico e contenente solo brevi riassunti in stile conciso;
2. Scholia (glosse) o commentari del testo, scritti in ebraico.

I giorni sono numerati non nell'ordine cronologico degli eventi che commemorano ma nella sequenza del calendario infatti la Meghillat Ta'anit è suddivisa in 12 capitoli corrispondenti ai dodici mesi dell'anno. Ogni capitolo contiene i giorni memorabili di un singolo mese: il primo capitolo quindi registra i giorni del primo mese di Nisan e così via fino al dodicesimo capitolo, il 12º mese di Adar.

## Curiosità
Nel dialetto veneziano esiste un modo di dire che fa riferimento a questa cronaca ebraica: esser longo come la meghilà, cioè "essere prolisso".